# Allium rhabdotum
Allium rhabdotum är en amaryllisväxtart som beskrevs av William Thomas Stearn. Allium rhabdotum ingår i släktet lökar, och familjen amaryllisväxter.
Artens utbredningsområde är Bhutan. Inga underarter finns listade i Catalogue of Life.